# 建新区
建新区（1963年6月—1969年11月）是中华人民共和国福建省福州市历史上的一个市辖区。
1963年6月，建新人民公社改制为建新区，隶属福州市人民政府郊区行政办事处；同年8月，建新区辖建新、马榕、洪塘、台屿、建华等人民公社。1969年11月，建新区改称建新人民公社。